# Riley (Film)
Riley ist ein Coming-of-Age-Drama von Benjamin Howard. Der Film mit Jake Holley in der Titelrolle als ungeouteter Footballspieler feierte Ende September 2023 beim Calgary International Film Festival seine Premiere.

## Handlung
Als Footballspieler ist Dakota Riley bereits ein Star, und ihm wird eine große Zukunft bescheinigt. Sein ehrgeiziger Vater Carson, ein ehemaliger Ligaspieler, hat ihn auf diesen Weg gebracht und trainiert ihn. Riley hat einen großen Freundeskreis und eine Freundin, und es scheint so, als habe er alle Bereiche seines Lebens unter Kontrolle. Dem ist jedoch nicht so. Eigentlich ist Riley schwul, er gesteht sich dies allerdings selbst nicht ein. Er versucht diese Scheinwelt aufrechtzuerhalten, doch seine immer stärker werdenden Gefühle lassen ihn hadern.

## Produktion

### Regie und Drehbuch
Regie führte Benjamin Howard, der auch das Drehbuch schrieb und den Filmschnitt übernahm. Bei Riley handelt es sich um das Regiedebüt von Howard, der seinen Master-Abschluss in Filmproduktion/Regie an der University of California in Los Angeles macht. Howards Bachelor-Abschlussprojekt Deviant wurde 2019 mit einem Student Emmy Award ausgezeichnet. Die im Film erzählte Geschichte nimmt seine eigenen Erfahrungen als ungeouteter Athlet während seiner Zeit an der High-School auf. Über seinen Film sagt der Regisseur: „Er ist ein Liebesbrief an meine Gemeinschaft, ein Liebesbrief an meine Erziehung und an die Familien, Eltern und Menschen, denen ich in meinen prägenden Jahren nahegestanden habe.“

### Besetzung und Dreharbeiten
Jake Holley spielt in der Titelrolle Dakota Riley. Es handelt sich um seine erste Hauptrolle in einem Spielfilm. Zuletzt war Holley in dem Katastrophenfilm Apocalypse of Ice – Die letzte Zuflucht in einer Nebenrolle zu sehen. Colin McCalla spielt seinen Mitbewohner Jaeden Galloway und Riley Quinn Scott Rileys Freundin Skylar Braxton. Connor Storrie ist in der Rolle von Rileys Kommilitonen Liam Hauser zu sehen. Rib Hillis spielt seinen Vater Carson. J.B. Waterman spielt Obi Wan' Hookup, ein Grindr-Date von Riley.
Die Dreharbeiten fanden im East County, San Diego, statt. Von dort stammt auch der Regisseur, und viele Aufnahmen entstanden an Orten, die für ihn als Heranwachsenden prägend waren, so zum Beispiel eine Szene im Mount Helix Park, wo er in seiner Zeit an der High-School viel Zeit verbrachte. Als Kameramann fungierte Michael Elias Thomas.

### Filmmusik und Veröffentlichung
Die Filmmusik steuerte Jerik Centeno bei.
Die Premiere des Films fand am 24. September 2023 beim Calgary International Film Festival statt. Im Oktober 2023 wurde er beim Bend Film Festival vorgestellt. Ab Mitte März 2024 wurde Riley beim London LGBTIQ+ Film Festival und Ende April 2024 beim Outshine Film Festival gezeigt. Im Juni 2024 wurde der Film beim Bentonville Film Festival und beim San Francisco International LGBTQ+ Film Festival vorgestellt.

## Auszeichnungen
Bentonville Film Festival 2024
- Nominierung im Narrative Competition[10]

Calgary International Film Festival 2023
- Nominierung im International Narrative Competition (Benjamin Howard)[7]